# پده‌ای (سراوان)
پده‌ای روستایی در دهستان گشت بخش مرکزی شهرستان سراوان استان سیستان و بلوچستان ایران است. بر پایه سرشماری عمومی نفوس و مسکن در سال ۱۳۹۰ جمعیت این روستا ۱۴ نفر (در ۴ خانوار) بوده است.